# Tamisha Williams
Tamisha Janelle Williams (sinh ngày 29 tháng 11 năm 1982) là một vận động viên cầu lông Barbados.

## Thành tựu

### Thử thách / sê-ri quốc tế của BWF
Đơn nữ
| Năm  | Giải đấu         | Đối thủ                           | Tỉ số                            | Kết quả                     |
| ---- | ---------------- | --------------------------------- | -------------------------------- | --------------------------- |
| 2018 | Carebaco quốc tế | liên_kết=\|viền Priyanna Ramdhani | 21 trận17, 17 trận 21, 21 trận18 | liên_kết= Người chiến thắng |
| 2016 | Quốc tế Suriname | liên_kết=\|viền Solangel Guzman   | 26 trận24, 12 trận21, 5 trận21   | liên_kết= Á hậu             |
| 2014 | Carebaco quốc tế | liên_kết=\|viền Solangel Guzman   | 4 trận21, 11 trận 21             | liên_kết= Á hậu             |

Đôi nữ
| Năm  | Giải đấu         | Đồng đội                     | Đối thủ                                              | Tỉ số                | Kết quả                     |
| ---- | ---------------- | ---------------------------- | ---------------------------------------------------- | -------------------- | --------------------------- |
| 2018 | Carebaco quốc tế | liên_kết=\|viền Monyata      | liên_kết=\|viền Chequeda De Boulet Priyanna Ramdhani | 21 trận15, 21 trận14 | liên_kết= Người chiến thắng |
| 2017 | Quốc tế Suriname | liên_kết=\|viền Monyata      | liên_kết=\|viền Crystal Leefmans Priscila Tjitrodipo | 21 trận17, 21 trận17 | liên_kết= Người chiến thắng |
| 2014 | Carebaco quốc tế | liên_kết=\|viền Shari Watson | liên_kết=\|viền Mikaylia Haldane Henry Geordine      | 21 trận11, 21 trận17 | liên_kết= Người chiến thắng |

Đôi nam nữ
| Năm  | Giải đấu         | Đồng đội                               | Đối thủ                                                             | Ghi bàn                          | Kết quả                     |
| ---- | ---------------- | -------------------------------------- | ------------------------------------------------------------------- | -------------------------------- | --------------------------- |
| 2018 | Carebaco quốc tế | liên_kết=\|viền Dakeil Jonathan Thorpe | liên_kết=\|viền Dylan Darmohoetomo liên_kết=\|viền Crystal Leefmans | 20 trận22, 21 trận18, 19 trận 21 | liên_kết= Á hậu             |
| 2016 | Carebaco quốc tế | liên_kết=\|viền Dakeil Jonathan Thorpe | liên_kết=\|viền Nelson liên_kết=\|viền Noemi Almonte                | 21 trận10, 21 trận18             | liên_kết= Người chiến thắng |

     Giải đấu thách thức quốc tế BWF
     Giải đấu quốc tế BWF
     Giải đấu Future Series của BWF